# Trey Mancini
Joseph Anthony "Trey" Mancini (18 de marzo de 1992) es un jugador profesional de béisbol estadounidense, que juega en las posiciones de primera base y jardinero. Actualmente es agente libre. Hizo su debut en Grandes Ligas en 2016. Su apodo es "Boom Boom Mancini", que viene del boxeador Ray Mancini.

## Carrera amateur y de ligas menores
Mancini asistió a la Winter Haven High School en Winter Haven, Florida, y a la Universidad de Notre Dame. Jugó béisbol de la universidad para el Notre Dame Fighting Irish. Jugó el béisbol colegial de verano para los Holyoke Blue Sox de la New England Collegiate Baseball League en 2011, y los Harwich Mariners de Cape Cod Baseball League en 2012.
Los Orioles de Baltimore seleccionaron a Mancini en la octava ronda del draft de 2013 de la MLB. Firmó, e hizo su debut profesional con los Aberdeen IronBirds de la Clase A-Temporada Corta Nueva York – Penn League ese mismo año. Pasó toda la temporada con Aberdeen, bateando 328 con tres jonrones y 35 carreras impulsadas en 68 juegos. Comenzó la temporada 2014 con los Delmarva Shorebirds de la Clase A de la Liga del Atlántico Sur y recibió un ascenso de media temporada a los Frederick Keys de la Clase A- Liga de Carolina Avanzada. En 137 juegos entre los dos equipos, compiló un promedio de bateo de .284 con diez jonrones y 83 carreras impulsadas. Comenzó la temporada 2015 con Frederick, y fue promovido durante la temporada a Bowie Baysox de la Liga del Este de la Clase AA. En 136 juegos, Mancini recortó .341 / .375 / .563 con 21 jonrones, 89 carreras impulsadas y 43 dobles.
Después de pasar un tiempo en Baltimore durante el entrenamiento de primavera,, Mancini regresó a Bowie para comenzar la temporada 2016. Fue bloqueado en Triple A por Joey Terdoslavich, pero fue ascendido a la Triple-A Norfolk Tides en abril de 2016 mientras Terdoslavich luchaba. Pasó el resto de la temporada en Norfolk, bateando 280 con 13 jonrones y 54 carreras impulsadas en 125 juegos.

## Carrera de la Liga Mayor

### 2016
Los Orioles de Baltimore promocionaron a Mancini a las Grandes Ligas el 18 de septiembre de 2016 durante las convocatorias de septiembre. El 20 de septiembre, en su debut en las Grandes Ligas como el bateador designado contra los Medias Rojas de Boston, bateó un jonrón contra Eduardo Rodríguez en su segundo turno al bate , convirtiendo a Mancini en el cuarto jugador de los Orioles en batear un jonrón por su carrera. primer hit de Grandes Ligas después de Larry Haney (1966) Nick Markakis (2006) y Jonathan Schoop (2013). Mancini comenzó de nuevo dos noches después y conectó su segundo jonrón de carrera, un jonrón de tres carreras ante David Price.. Se convirtió en el vigésimo jugador en la historia de las Grandes Ligas en pegar un jonrón en sus primeras dos aperturas. Él se convertiría en el tercer jugador en la historia de las Grandes Ligas men jonrones en sus primeras tres aperturas, después de que conectó un cuadrangular solitario contra los Diamondbacks de Arizona el 24 de septiembre.[cita requerida]

### 2017
Mancini llegó a la lista del Día Inaugural de los Orioles 2017 después de la transición a los jardines. El 16 de abril, Mancini registró su segundo juego de jonrones de la temporada, mientras conducía en cuatro carreras. Ató a Trevor Story y Dino Restelli para la mayoría de los jonrones en los primeros 12 juegos de su carrera con siete. El 22 de abril, Mancini bateó su quinto jonrón de la temporada y el octavo de su carrera. Story y Carlos Delgado para la mayoría de los jonrones en los primeros 17 juegos de carrera de un jugador.
El 7 de junio, en un juego contra los Piratas, Mancini bateó un jonrón de dos carreras que empató el juego en la novena entrada del cerrador Tony Watson. Dos entradas más tarde, con dos outs y dos outs, Mancini bateó un jonrón de tres carreras de Wade LeBlanc para dar a los Orioles una victoria de 9-6. Según STATS LLC, Mancini se convirtió en el primer Oriole que bateó un jonrón en la novena entrada o más tarde y luego bateó otro jonrón en el mismo juego. También se convirtió en el segundo Oriole en pegar un jonrón en la novena entrada o más tarde y luego bateó un jonrón en el mismo juego ( Mike Young el 28 de mayo de 1987). También se unió a Boog Powell ('66) y Eddie Murray. ('80) como los únicos tres Orioles en jonrones en la novena entrada y en extras en el mismo juego.
El 25 de junio, Mancini conectó su 14.º jonrón del año, dándole la mayor cantidad de jonrones antes de un receso por el Juego de Estrellas de las Grandes Liga de un novato de los Orioles.

### 2018
Mancini bateó de ventaja durante la mayor parte de la temporada, golpeando ventaja en 51 juegos. Terminó la temporada bateando 252 con 24 jonrones y 58 carreras impulsadas.